# Parafagocyba miltimaculata
Parafagocyba miltimaculata är en insektsart som beskrevs av Kuoh och Hu 1992. Parafagocyba miltimaculata ingår i släktet Parafagocyba och familjen dvärgstritar. Inga underarter finns listade i Catalogue of Life.